# Marigny (Deux-Sèvres)
Marigny település Franciaországban, Deux-Sèvres megyében. Lakosainak száma 901 fő (2022. január 1.). Marigny Beauvoir-sur-Niort, Fors, Les Fosses, Granzay-Gript, Juscorps, Saint-Romans-des-Champs és Villiers-en-Bois községekkel határos.

## Népesség
A település népességének változása:
| Lakosok száma | 873  | 873  | 886  | 877  | 875  | 877  | 885  | 893  | 901  |
|               | 2013 | 2015 | 2016 | 2017 | 2018 | 2019 | 2020 | 2021 | 2022 |